# Aeroportul Internațional Montréal Pierre Elliott Trudeau
Aeroportul Internațional Montreal Pierre Elliott Trudeau (franceză Aéroport international Pierre-Elliott-Trudeau de Montréal; IATA: YUL, ICAO: CYUL), sau Montréal Trudeau pe scurt, este aeroportul internațional din Montreal. Este cel mai aglomerat aeroport din provincia Québec și al treilea ca numar de pasageri din Canada, după Toronto și Vancouver, primind 10.888.752 de pasageri în 2005 și 231.982 de decolari și aterizări. Actualmente, aeroportul este într-o fază de expansiune care va dubla capacitatea terminalului, costând circa 700 de milioane de dolari. Montreal Trudeau este unul din puținele aeroporturi din lume pregătit pentru operarea avionului Airbus A380, utilizat de Air France pe ruta sa zilnică Paris-Montreal.

## Istorie
Montreal-Trudeau era cunoscut în trecut ca Aeroportul Internațional Montreal-Dorval, pentru că se situa în orașul Dorval. Aeroportul a fost renumit de guvernul federal în onoarea fostului prim-ministru Canadian, Pierre Elliott Trudeau, pe 1 ianuarie 2004, renumirea fiind anunțată în septembrie anul precedent. Această mișcare a provocat opoziția câtorva Quebecoși care susțineau ca Pierre Trudeau nu s-a implicat în administrarea aeroportul, fiind un susținător pentru construirea unui aeroport secundar, Aeroportul Internațional Montreal-Mirabel, inițial plănuit sa înlocuiască Aeroportul Dorval.
Declinul economic al Montreal-ului de la sfârșitul anilor 1970 și 1980 a avut un important impact asupra aeroportului, faptul fiind că zborurile internaționale s-au mutat de la Dorval la Toronto, un oraș mai prosper decât Montrealul. Ironic, Gurvernul lui Trudeaua a dezvoltat Aeroportul Mirabel în Nordul Montreal-ului, pentru a mânui creșterea traficului internațional și, eventual, să înlocuiască Dorval-ul. Traficul suplimentar nu s-a materializat niciodată, și datorită locației sale (în apropiere de centrul Montreal-ului), toatre zborurile regulate s-au întors din nou la Aeroportul Trudeau, în timp ce Mirabel aproape a încetat operarea. Cu recuperarea economică a Montreal-ului din anii 1990, traficul la aeroport ar putea încă odată să crească. Mirabel este al doilea aeroport din lume ca suprafață.
La 11 septembrie 2001, Dorval a făcut parte din Operația "Yellow Ribbon" și a primit 10 zboruri deviate care aveau ca destinație Statele Unite. Piloții au fost rugați să evite Dorval-ul de Transport Canada și NAV CANADA ca măsură de securitate pentru că este unul din cele mai aglomerate aeroporturi din centrul Canadei. Aeroportul se numea Montreal-Dorval la acea dată.

## Destinații
Trudeau Airport are legături cu 113 destinații în toată lumea, fiind unul din cele mai conectate aeroporturi din Canada și America de Nord
(Câteva linii aeriene, cum sunt Corsair (Paris-Orly) sau Lufthansa (Munchen) oferă numai zboruri sezoniere către Montreal)
| Companie aeriene                                   | Destinații |
| -------------------------------------------------- | --- |
| Aeroméxico                                         | Mexico City |
| Air Algérie                                        | Algiers |
| Air Canada                                         | Barbados, Bruxelles, Calgary, Cancún, Cayo Coco/Cayo Guillermo, Chicago-O'Hare, Denver, Edmonton, Frankfurt, Fort-de-France, Fort Lauderdale, Geneva, Halifax, Holguin, Las Vegas, Londra-Heathrow, Los Angeles, Montego Bay, New York-LaGuardia, Orlando, Ottawa, Paris-Charles de Gaulle, Pointe-à-Pitre, Port-au-Prince, Puerto Plata, Punta Cana, St. John's, San Francisco, Santa Clara, Toronto-Pearson, Vancouver, Varadero, Winnipeg Sezonier: Antigua, Cayo Largo del Sur, Cozumel, Deer Lake, Fort Myers, Ixtapa/Zihuatanejo, Liberia, Miami, Nassau, Providenciales, Puerto Vallarta, Roma-Fiumicino, Samaná, San Juan, St. Lucia, Tampa, West Palm Beach                        |
| Air Canada Express operat de Air Georgian          | Hartford, Moncton |
| Air Canada Express operat de Jazz Air              | Bagotville, Baie-Comeau, Bathurst, Boston, Charlottetown, Chicago-O'Hare, Fredericton, Gaspé, Halifax, Îles-de-la-Madeleine, Mont-Joli, New York-LaGuardia, Newark, Ottawa, Quebec City, Rouyn-Noranda, Saint John (NB), Sept-Îles, Toronto-Pearson, Val-d'Or, Wabush, Washington-National, Winnipeg Sezonier: Regina |
| Air Canada Express operat de Sky Regional Airlines | Moncton, Toronto-Billy Bishop |
| Air Canada Rouge                                   | Orlando (începând cu 15 februarie 2014), Las Vegas (începând cu 13 martie 2014) Sezonier: Atena |
| Air Creebec                                        | Chibougamau, Val-d'Or |
| Air France                                         | Paris-Charles de Gaulle |
| Air Inuit                                          | Kuujjuarapik, Puvirnituq, Radisson, Quebec City |
| Air Saint-Pierre                                   | Saint-Pierre |
| Air Transat                                        | Málaga, Orlando, Paris-Charles de Gaulle, Port-au-Prince, Toronto-Pearson Sezonier de vară: Atena, Barcelona, Basel/Mulhouse, Bordeaux, Bruxelles, Dublin, Istanbul-Atatürk, Lisabona, Londra-Gatwick, Lyon, Madrid, Marseille, Nantes, Nice, Porto, Roma-Fiumicino, Toulouse, Veneția-Marco Polo Sezonier de iarnă: Acapulco, Camaguey, Cancún, Cartagena, Cayo Coco/Cayo Guillermo, Cayo Largo del Sur, Fort Lauderdale, Havana, Holguin, Ixtapa/Zihuatanejo, La Romana, Managua, Montego Bay, Panama City, Porlamar, Puerto Plata, Puerto Vallarta, Punta Cana, St. Maarten, Samaná-El Catey, San José de Costa Rica, Santa Clara, San Andres Islands, San Salvador, St. Lucia, Varadero |
| American Airlines                                  | Dallas-Fort Worth, Miami |
| American Eagle                                     | Chicago-O'Hare, New York-JFK, New York-LaGuardia |
| British Airways                                    | Londra-Heathrow |
| Corsair International                              | Sezonier: Paris-Orly |
| Cubana                                             | Camaguey, Cayo Coco/Cayo Guillermo, Havana, Holguin, Santa Clara, Santiago de Cuba, Varadero |
| Delta Connection operat de Chautauqua Airlines     | Detroit, New York-JFK, New York-LaGuardia |
| Delta Connection operat de ExpressJet              | Atlanta, Minneapolis-St. Paul |
| Delta Connection operat de GoJet Airlines          | New York-LaGuardia |
| Delta Connection operat de Pinnacle Airlines       | Detroit |
| First Air                                          | Iqaluit, Kuujjuaq |
| KLM                                                | Amsterdam |
| Lufthansa                                          | München |
| Porter Airlines                                    | Halifax, Toronto-Billy Bishop Sezonier: Mont-Tremblant |
| Provincial Airlines                                | Sept-Îles, Wabush |
| Qatar Airways                                      | Doha |
| Royal Air Maroc                                    | Casablanca |
| Royal Jordanian                                    | Amman-Queen Alia |
| SATA International                                 | Sezonier: Ponta Delgada |
| Sunwing Airlines                                   | Camaguey, Cancún, Cayo Coco/Cayo Guillermo, Cienfuegos, Cozumel, Fort Lauderdale, Havana, Holguin, Huatulco, La Ceiba, La Romana, Liberia, Manzanillo, Montego Bay, Orlando, Panama City, Punta Cana, Puerto Plata, Puerto Vallarta, Roatán, San José del Cabo, Santa Clara, Santiago de Cuba, Santo Domingo, St. Maarten, Varadero Sezonier Aruba (începând cu 16 decembrie 2013), Ixtapa (începând cu 17 decembrie 2013) |
| Swiss International Air Lines                      | Zürich |
| United Airlines                                    | Chicago-O'Hare (începând cu 2 octombrie 2013), Washington-Dulles (începând cu 2 octombrie 2013) |
| United Express operat de ExpressJet Airlines       | Chicago-O'Hare, Cleveland, Newark, Washington-Dulles |
| United Express operat de GoJet Airlines            | Chicago-O'Hare, Washington-Dulles |
| United Express operat de Shuttle America           | Chicago-O'Hare, Newark, Washington-Dulles Sezonier: Houston-Intercontinental |
| US Airways Express operat de Air Wisconsin         | Charlotte, Philadelphia, Washington-National |
| US Airways Express operat de Republic Airlines     | Charlotte, Philadelphia |
| WestJet                                            | Calgary, Cancún, Fort Lauderdale, Las Vegas, Punta Cana, Toronto-Pearson, Vancouver, Winnipeg Sezonier: Edmonton, Montego Bay, Orlando, Providenciales, St.Maarten, Varadero |